# Barbie Millowitsch-Steinhaus
Elvira Ida „Barbie“ Millowitsch-Steinhaus (auch Barbie Steinhaus; * 24. Dezember 1949 als Elvira Ida Steinhaus in Köln) ist eine deutsche Schauspielerin und Hörspielsprecherin.

## Leben und Wirken
Sie studierte Schauspiel, Gesang und Tanz. Neben diversen Bühnenauftritten in Deutschland, der Schweiz und Österreich war sie seit Ende der 1960er Jahre auch in Fernsehfilmen und Fernsehserien zu sehen. Seit den 1970er Jahren gehörte sie zum festen Ensemble des Kölner Millowitsch-Theaters und ist seit 1981 mit dem Volksschauspieler und Bühnenautor Peter Millowitsch verheiratet.
Barbie Millowitsch-Steinhaus verkörperte in den Theaterstücken zunächst meist Rollen der reichen, braven Tochter, später die der Femme fatale und zuletzt bis etwa ins Jahr 2000 die der resoluten Frau ohne Alter. Bald danach zog sie sich von Bühne und Theaterbetrieb zurück.

## Filmografie (Auswahl)
- 1968: Der Unfall (Fernsehfilm)
- 1968: Das Ferienschiff (Fernsehserie, 4 Folgen)
- 1969: Percy Stuart (Fernsehserie, 1 Folge)
- 1970: Eine große Familie (Fernsehfilm)
- 1970: Der Kurier der Kaiserin (Fernsehserie, 1 Folge)
- 1970: Aktenzeichen XY … ungelöst (Fernsehreihe)
- 1973: Weekend im Paradies (Fernsehfilm)
- 1976: Anton, zieh die Bremse an![3]
- 1976: Vorsicht Falle! (Fernsehreihe)
- 1980: Drei kölsche Junge (Fernsehaufzeichnung) ∗
- 1981: Der keusche Lebemann (Fernsehaufzeichnung) ∗
- 1981: Der kühne Schwimmer (Fernsehaufzeichnung) ∗
- 1983: Der blaue Heinrich (Fernsehaufzeichnung) ∗
- 1984: Zwei Dickköpfe (Fernsehaufzeichnung) ∗
- 1984: Das Liebesverbot (Fernsehaufzeichnung) ∗
- 1984: Das Glücksmädel (Fernsehaufzeichnung) ∗
- 1985: Waidmannsheil (Fernsehaufzeichnung) ∗
- 1985: Adel verpflichtet zu nichts (Fernsehaufzeichnung) ∗
- 1986: Die spanische Fliege (Fernsehaufzeichnung) ∗
- 1987: Die Prinzessin vom Nil (Fernsehaufzeichnung) ∗
- 1987: Die vertagte Hochzeitsnacht (Fernsehaufzeichnung) ∗
- 1987: Das Mädchen aus dem Fahrstuhl (Fernsehaufzeichnung) ∗
- 1990: Tante Jutta aus Kalkutta (Fernsehaufzeichnung) ∗
- 1991: Der Raub der Sabinerinnen (Fernsehaufzeichnung) ∗
- 1992: Der blaue Heinrich (Fernsehaufzeichnung) ∗
- 1992: Der keusche Lebemann (Fernsehaufzeichnung) ∗
- 1993: Pension Schöller (Fernsehaufzeichnung) ∗
- 1993: Liebesgrüße aus Nippes (Fernsehaufzeichnung) ∗
- 1997: Wo laufen sie denn? (Fernsehfilm)
- 1998: Der König vom Friesenplatz (Fernsehaufzeichnung) ∗
- 1995–1999: … und im Keller gärt es (Fernsehserie, 9 Folgen)
- 2004: Ufos üvverm Aldermaat (Fernsehaufzeichnung) ∗

## Hörspiele
- 1971: Heinrich von Kleist: Scherve brenge Glöck (Der zerbrochne Krug in Kölnischer Mundart von Willi Reisdorf) – Regie: Heinz Dieter Köhler
- 1972: Lis Böhle: E Scheffstürche nom Drachefels oder Mer blieve zosamme. Szenen vom Ausflug einer kölschen Familie – Regie: Leopold Reinecke
- 1972: Lis Böhle, Heinz Weyersberg, Hans Honrath, Karl Wester, Ludwig Soumagne: Wat dä Schmitzens all passeet (40. Folge) – Regie: Leopold Reinecke
- 1973: Lis Böhle: Wat dä Schmitzens all passeet (41. Folge) – Regie: Leopold Reinecke
- 1973: Michael Jepsen-Föge: Callgirl in allen Ehren – Regie: Tibor von Peterdy
- 1973: Bert Cohen: Die blaue Brille. Eine fast wahre rheinische Geschichte aus der Nachkriegszeit – Regie: Heinz Dieter Köhler
- 1974: Juhani Peltonen: Pathetische Geschichten – Regie: Otto Kurth
- 1975: Theo Rausch: Lusstert ens Wieverfastelovend. E kölsch Kommödche – Regie: Leopold Reinecke
- 1975: Hans Brodesser: Dä perfekte Enbroch. Kölsche Krimi – Regie: Leopold Reinecke
- 1981: Theo Rausch: Uns leev Tant Blömche oder Han se allt jeerv? – Regie: Leopold Reinecke